# هاينسبرغ (مقاطعة)
هاينسبرغ هي كريس (قضاء) في غرب شمال الراين-وستفاليا، ألمانيا وعاصمتها مدينة هاينسبرغ. المناطق المجاورة هي فيرسين ونيوس ودورن وآخن ومدينة مونشنغلادباخ ومقاطعة ليمبورخ الهولندية .
أصبحت المنطقة مركزًا لجائحة فيروس كورونا في ألمانيا عام 2020 . أدرج معهد روبرت كوخ هاينسبيرج كمنطقة متأثرة بشكل خاص ("besonders betroffenes Gebiet").

## التاريخ
ضمت المنطقة إلى بروسيا في عام 1815، والتي أنشأت في عام 1816 المناطق الثلاث هاينسبرغ و إركلنتس وغايلنكيرشن . في عام 1932 تم دمج منطقتي هاينسبرغ وغايلنكيرشن، وفي عام 1972 تم دمج منطقة إركلنتسأيضًا. في عام 1975 حصلت المنطقة على حجمها الحالي عندما تم نقل بلدية نيدركروختن إلى منطقة فيرسين .

## جغرافية
جغرافيًا تغطي الأراضي المنخفضة لخليج الراين السفلي .

### الأنهار
- Rur هو النهر الرئيسي.
- ورم
- شوالم
- نيرس

## شعار النبالة
| معطف الاذرع | يظهر شعار النبالة أسدين في الجزء العلوي، في اليسار الأسد الفضي للمدينة ودوقات هاينزبرغ، في اليمين الأسد الأسود على الأرض الصفراء لدوقية جوليتش . الجزء السفلي مستمد من شعار النبالة لمنطقة إركلنتس السابقة، و زهرة الزنبق من مدينة إركلنتس يمثلان ماريا آبي في آخن، وزهرة الكتان الزرقاء في الوسط تذكر التقليد القديم لنبات الكتان وقماش الكتان المتداول في إركلنتس . |

## المدن والبلديات

البلدات والبلديات في كرايس هاينسبرغ

| المدن                                                                                 | البلديات                            |
| ------------------------------------------------------------------------------------- | ----------------------------------- |
| 1. إركلنز 2. غايلنكيرشن 3. هاينزبرغ 4. هوكلهوفن 5. أوباخ-بالنبرغ 6. فاسينبرغ 7. فغبرغ | 1. غانجيلت 2. سيلفكانت 3. فالدفيوشت |

## روابط خارجية
- الموقع الرسمي باللغة الألمانية